# Aedes sticticus
Aedes sticticus (Syn.: Ochlerotatus stictitus) ist ein Zweiflügler in der Gattung Aedes in der Familie der Stechmücken (Culicidae). Die Art wurde 1838 von Johann Wilhelm Meigen erstmals unter dem Namen Culex sticticus beschrieben. Sie wird innerhalb der Gattung Aedes der Untergattung Ochlerotatus zugeordnet.

## Verbreitung
Die Art ist in Europa von Nordeuropa bis in die Mittelmeerregion und bis nach Sibirien verbreitet und wird auch in Nordamerika gefunden. In Überschwemmungsgebieten und Aulandschaften ist sie im Hochsommer in vielen Gebieten Europas neben Aedes vexans die dominierende Stechmückenart.

## Lebensweise
Die Weibchen sind blutsaugend und vor allem während der Dämmerungszeiten oder in beschatteten Bereichen aktiv. Die Eier werden im Wasser abgelegt. Sie sind länglich, 0,51 bis 0,61 mm lang und asymmetrisch geformt. Während sie auf einer Seite fast gerade sind, sind sie auf der anderen unterhalb der Mitte stark gewölbt. Ihre Oberfläche ist schwarz. Die Larven entwickeln sich vor allem während des Sommerhochwassers in überschwemmten Aulandschaften und temporären Gewässern. Dort ernähren sie sich von den im Wasser lebenden Protozoen, Bakterien und Algen. Ihre Entwicklungszeit verkürzt sich, wenn die Gewässer rasch austrocknen. Die Größe der adulten Stechmücken ändert sich durch die kürzere Entwicklung bei Aedes sticticus nicht wesentlich. Bei Aedes vexans, einer ebenfalls in Europa weit verbreiteten Stechmücke verlangsamt sich bei Wassermangel die Entwicklungszeit. Bei dieser Art können die Larven lange Zeit im feuchten Boden überleben, die adulten Tiere sind dann jedoch kleiner als bei normaler Entwicklung. Die Weibchen können pro Tag Strecken bis zu einem Kilometer zurücklegen, insgesamt haben sie eine Reichweite von mindestens zehn Kilometern. Bei günstigen Bedingungen können sie sich rasch über ein großes Gebiet verbreiten.